# Jesper W. Nielsen
Pour les articles homonymes, voir Nielsen.
Jesper W. Nielsen (né le 15 août 1962) est un réalisateur danois. 

## Filmographie partielle
- 1997 Lykkefanten
- 1998 Forbudt for børn
- 2002 Okay
- 2003 Manden bag døren
- 2008 I et speil i en gåte
- 2016 Der kommer en dag
- 2019 The Exception